# Francesco Foglia
Francesco Foglia, noto anche come Don Dinamite (Novalesa, 9 febbraio 1912 – Hauzenberg, 23 settembre 1993), è stato un partigiano, presbitero e militare italiano naturalizzato tedesco.

## Biografia

### La gioventù
Francesco Foglia nacque a Novalesa il 9 febbraio del 1912, da Silvestro Foglia e Melania Durbiano. Iniziò a studiare teologia, incoraggiato da uno zio prete, al seminario di Susa, ma venne espulso "per indisciplina" e perché fu trovato in possesso di un diario dove scherniva i propri superiori. Grazie anche all'interessamento di un professore che lo aveva preso in simpatia, a 23 anni riuscì a terminare i propri studi al seminario francese di Saint Jean de Maurienne. Dopo l'ordinazione sacerdotale divenne parroco in Francia, a Villarodin. Nell'agosto del 1939 fu però costretto a lasciare il paese in quanto cittadino italiano, a seguito del peggioramento dei rapporti tra i due paesi. Tornato in Italia prestò servizio nel Terzo Alpini come cappellano militare nel corso dell'invasione della Jugoslavia e della Grecia. In questo periodo lavorò negli ospedali militari; in Montenegro fu ferito e gli venne conferita la Medaglia d'argento al valor militare. Nel corso delle operazioni belliche don Foglia sviluppò un sempre più convinto antifascismo così che, tornato in Piemonte, dopo l'8 settembre divenne partigiano.

### L'attività partigiana

Il viadotto dell'Arnodera dopo il sabotaggio

Nella resistenza valsusina ricoprì il ruolo di commissario politico del comando unificato del CLN e gli venne assegnato il soprannome di Don Dinamite per la sua dimestichezza con gli esplosivi. Tra le varie azioni compiute come partigiano la più clamorosa fu senza dubbio il sabotaggio dell'importante viadotto ferroviario dell'Arnodera, sulla linea ferrovia del Frejus, compiuta nella notte tra il 28 e il 29 dicembre 1943 con l'ingegnere Sergio Bellone, membro del gruppo partigiano Brigate Garibaldi, l'ufficiale Vittorio Blandino e Remo Bugnone, un secondo  "garibaldino". Il trasporto sul posto dei circa otto quintali di esplosivo utilizzati fu molto laborioso e richiese la collaborazione di numerosi altri partigiani e l'uso di carri agricoli, nei quali le cariche venivano nascoste sotto uno spesso strato di letame, anche per scoraggiare perquisizioni accurate da parte delle truppe nazifasciste. L'esplosione distrusse cinque delle arcate del ponte, alte più di trenta metri, e la riparazione del viadotto richiese parecchi mesi. L'attentato fu definito dal comando tedesco di Torino "una autentica opera d'arte".
Francesco Foglia venne arrestato il 13 gennaio del 1944 e imprigionato prima nel campo di Mauthausen e poi in quello di Dachau.. Secondo alcuni storici durante la prigionia avrebbe appreso il tedesco, l'inglese e il russo. I prigionieri vennero liberati il primo aprile 1945, quando la fanteria americana raggiunse il campo. Foglia si trattenne in zona fino al 13 luglio 1945 per collaborare al rimpatrio dei suoi compagni di prigionia.

### Il dopoguerra e gli ultimi anni
Al ritorno in Valsusa fu avversato dalla gerarchia ecclesiastica per i legami con i comunisti e, accusato dalla stampa locale di contrabbando di tabacco, fu arrestato ed incarcerato; venne però difeso in alcuni articoli pubblicati da l'Unità e dopo pochi giorni fu rilasciato. Due nipotini di don Foglia, che lo zio ospitava a Moncenisio durante le vacanze estive, furono uccisi nel giugno del 1946 dall'esplosione di un ordigno bellico che qualcuno aveva abbandonato nei pressi dell'abitazione del prete. L'eventuale origine dolosa della tragedia non venne mai accertata, ma don Foglia, profondamente scosso e addolorato per la perdita dei nipoti, nel 1947 partì come missionario per il Brasile dove trascorse circa diciotto anni, organizzando i primi sindacati di contadini poveri della parrocchia di Rolândia, nello stato del Paranà, in un territorio abitato prevalentemente da popolazioni di origine tedesca. La lunga convivenza e la condivisione della loro povertà lo riconciliarono con quel popolo, verso cui inizialmente provava un forte rancore. Ammalatosi, fece ritorno in Italia ma vi rimase poco, avendo tra l'altro trovato profondamente cambiate le condizioni sociali e anche geografiche della propria zona di origine. L'area dove oggi è situato il Lago del Moncenisio dopo la guerra era infatti stata ceduta alla Francia, e il pianoro nei pressi del colle era stato sommerso dall'invaso idroelettrico.
Don Foglia scelse di recarsi in Germania, prese la cittadinanza tedesca e divenne assistente in un sanatorio a pochi chilometri da Dachau. Nel 1967 su proposta del Ministro della Difesa gli fu conferita l'onorificenza della Croce al valor militare, che però inizialmente rifiutò; la decorazione, a seguito di nuovi rifiuti, gli venne consegnata per posta, tralasciando quindi la cerimonia solenne prevista per il conferimento. Ritiratosi in una casa di riposo a Hauzenberg (Baviera) morì il 23 settembre 1993, all'età di 81 anni. Nonostante avesse espresso la volontà di essere sepolto in Germania, la sorella con un gruppo di valsusini chiese e ottenne il trasferimento in Italia della salma, che fu sepolta a Novalesa, nel corso di una cerimonia funebre alla quale parteciparono varie rappresentanze di ex-internati, partigiani e alpini.

## Onorificenze

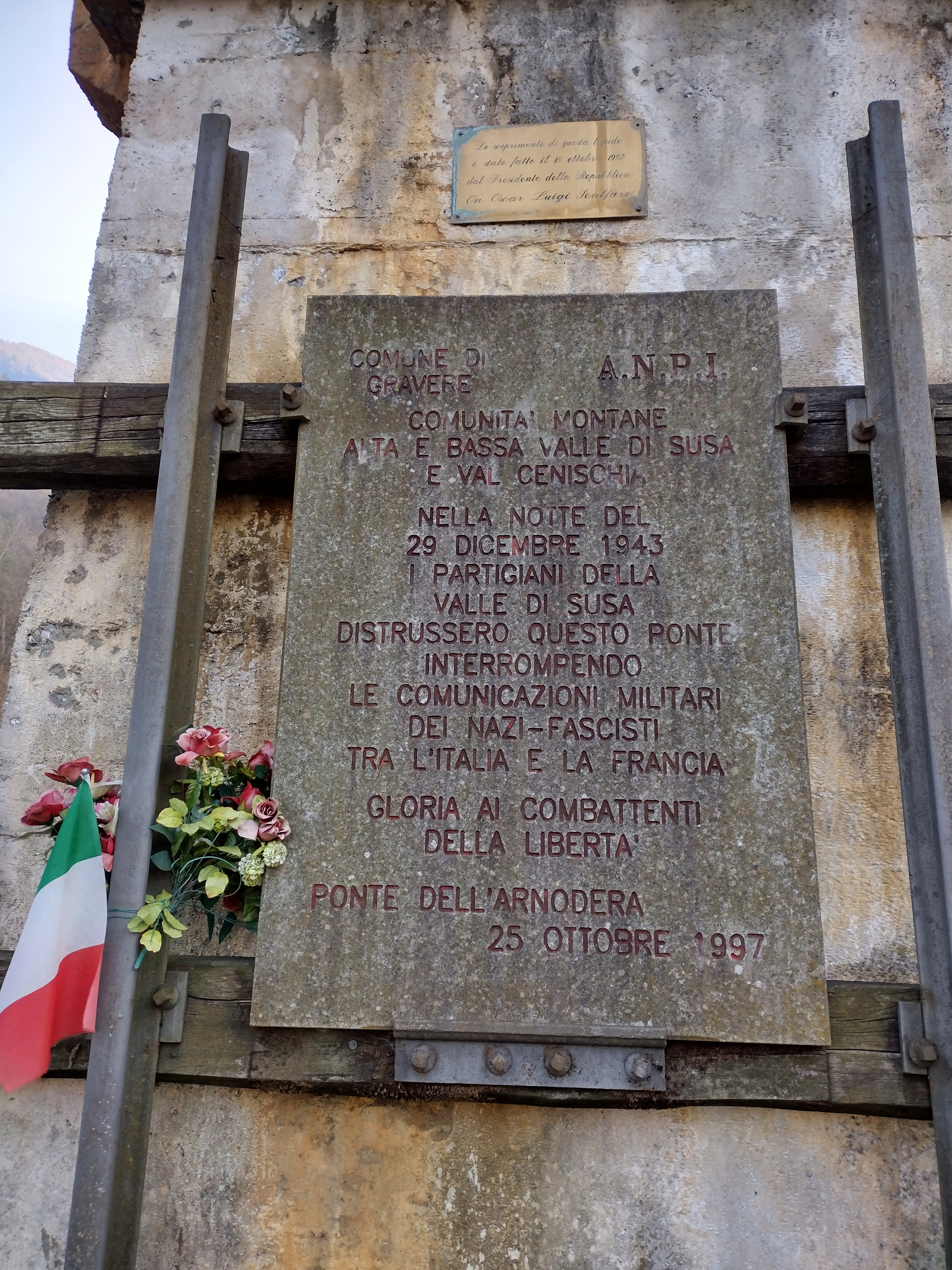
Lapide presso il ponte dell'Arnodera